# Moustapha Sall
Moustapha Sall (ur. 31 maja 1967 w Nawakszut) – mauretański piłkarz, grający na pozycji pomocnika, trener piłkarski.

## Kariera piłkarska

### Kariera klubowa
Do 2003 występował w miejscowym klubie ASAC Concorde.

### Kariera reprezentacyjna
Bronił barw narodowej reprezentacji Mauretanii.

## Kariera trenerska
W latach 2003–2004 trenował ASAC Concorde, a potem do 2006 roku ASC Mauritel Mobile FC. Od kwietnia 2006 do czerwca 2007 prowadził narodową reprezentację Mauretanii. Potem powrócił do kierowania ASAC Concorde. W maju 2010 ponownie został mianowany na głównego trenera reprezentacji Mauretanii, z którą pracował do lutego 2012.